# BC 플레이스
BC 플레이스(BC Place)는 밴쿠버 폴스 크릭(False Creek) 북쪽에 있는 다목적 경기장으로, 캐나다 최초의 돔 아레나이자 세계 최대의 공기지지식 경기장이다. 외관은 메트로돔, 도쿄 돔과 비슷하다.브리티시컬럼비아주 산하의 PavCo가 소유·운영하고 있다.
BC 플레이스는 캐나다 풋볼 리그(CFL) 소속의 BC 라이온즈가 1983년부터 홈 경기장으로 사용하였고, 1986년 이 곳에서 1986년 세계 박람회가 개최되었다. 또한 이 곳에서 2010년 동계 올림픽의 개막식과 폐막식 장소로도 사용되었는데, 동하계를 통틀어 올림픽 역사상 최초로 실내 경기장에서 개폐막식이 열린 것이었다. 경기장 밖에는 테리 폭스의 기념비와 퍼시 윌리엄스의 동상이 서 있다.